# Tamara Siuda
Tamara Legan Siuda (née en 1969) est la fondatrice et l'actuelle dirigeante de l'Orthodoxie khémite et de House of Netjer.

## Biographie

### Formation
Elle a suivi des études d'égyptologie à l'Université de Chicago. Elle obtient une maîtrise en août 2000. Elle a obtenu une deuxième maîtrise en études coptes à l'Université de Macquarie de Sydney, en Australie.

### Fondation de l'orthodoxie khémite
À la suite d'une initiation wiccan, elle crée un premier groupe constitué d'amis et d'étudiants en 1988. Elle est membre de la Fellowship of Isis d'Olivia Robertson et accompagne le groupe au Parlement des religions du Monde de Chicago en 1993. Elle prend part notamment à la représentation d'un drame mystique : "The judgement of Osiris" . Elle fait partie des personnes présentant les constellations du zodiaque. Le groupe croît. En 1993, il est légalement enregistré par l'État de L'Illinois sous la dénomination de "House of Netjer et foi de l'orthodoxie khémite" (statut 501(c)(3), taxe des organisations à but non lucratif notamment religieuses). En octobre 1996, elle se rend en pèlerinage en Égypte, pour y être consacrée "Nisout" ("Nisut Bity") ou "pharaon", et ainsi assumer en suivant les rites anciens le rôle de leader spirituel de l'orthodoxie khémite. Son nom complet, en tant que Nisut Bity de l'orthodoxy khémite est : Sekhenet-Ma'at-Ra setep-en-Ra setep-en-Amun Hekatawy I.

## Implication dans le vaudou
En plus de son implication dans l'orthodoxie khémite, Tamara Siuda est mambo de la tradition haïtienne vaudoue depuis juillet 2001. Elle porte le nom de Mambo Chita Tan ou Mambo T et a fondé à son domicile dans l'Illinois "La Sosyete Fòs Fè Yo Wè". De son point de vue, le Vaudou n'est pas sa religion, mais une pratique de la magie qui fait référence à ses ancêtres haïtiens.